# Merašice
Merašice (Hongaars: Merőce) is een Slowaakse gemeente in de regio Trnava, en maakt deel uit van het district Hlohovec.
Merašice telt 420 inwoners.